# Poniatówka (dopływ Pełcznicy)
Poniatówka – struga górska w południowo-zachodniej Polsce w woj. dolnośląskim w Sudetach Środkowych, w Górach Wałbrzyskich.
Rzeka o długości 5,2 km}, prawy dopływ Pełcznicy jest ciekiem V rzędu należącym do dorzecza Odry, zlewiska Morza Bałtyckiego.

## Charakterystyka
Źródło strugi położone jest w północno-wschodniej części pasma Gór Wałbrzyskich na wschodnich obrzeżach miejscowości Wałbrzych u południowo-wschodniego podnóża zbocza wzniesienia Czarnuszka po północno-zachodniej stronie od dzielnicy Wałbrzycha – Kozice. W części źródliskowej spływa w kierunku północno-wschodnim, wąską zalesioną doliną. Niżej na poziomie 480 m n.p.m., skręca na północ i płynie dobrze wykształconą szeroką niezalesioną U-kształtną doliną w kierunku dzielnicy Poniatów, gdzie na wysokości ok. 278 m n.p.m., uchodzi do Pełcznicy. Koryto rzeki kamienisto-żwirowe słabo spękane i na ogół nieprzepuszczalne z małymi progami kamiennymi. W większości swojego biegu płynie obok drogi, wśród terenów zabudowanych. Zasadniczy kierunek biegu rzeki jest północno-zachodni. Jest to struga górska odwadniająca ze swymi dopływam obszar pomiędzy Nowym Julianowem a Kozicami, dzielnicą Wałbrzycha, płynie poprzez dzielnicę Poniatów o dość luźnej podmiejskiej zabudowie. Zlewnia jest stosunkowo urozmaicona znajdują się w niej zalesione wzgórza Czarnuszki (562 m n.p.m.) najwyższego lokalnego pasma stanowiącego północne przedpole Gór Wałbrzyskich. Rzeka w górnym biegu dzika, w dolnym biegu częściowo uregulowana. Na całej długości charakteryzuje się dużymi spadkami podłużnymi dna i stosunkowo małymi spadkami poprzecznymi szerokiej i rozległej doliny. W zlewni brak jest zbiorników retencyjnych a przewagę stanowią tereny o luźnej zabudowie mieszkaniowej przeważnie jedno i wielorodzinnej. Obecnie część zlewni została zabudowana obiektami przemysłowymi o powierzchni sięgającej 10% zlewni potoku. Znaczny procent użytków rolnych, z których większość stanowią użytki zielone ma wpływ na warunki hydrologiczne potoku.
Struga nazwę wzięła od wałbrzyskiej dzielnicy (Poniatów), przez którą przepływa.

## Dopływy
Kilka bezimiennych strumieni i potoków mających źródła na zboczach przyległych wzniesień.

## Miejscowości nad rzeką
- Wałbrzych